# Arctomecon californicum
Arctomecon californicum är en vallmoväxtart som beskrevs av John Torrey och Frem.. Arctomecon californicum ingår i släktet Arctomecon och familjen vallmoväxter. Inga underarter finns listade i Catalogue of Life.